# Diplolophium marthozianum
Diplolophium marthozianum là một loài thực vật có hoa trong họ Hoa tán. Loài này được P.A.Duvign. mô tả khoa học đầu tiên năm 1959.